# كريس بونتيوس (ممثل)
كريس البنطي (بالإنجليزية: Chris Pontius)‏ هو ممثل أمريكي، ولد في 16 يوليو 1974 بباسادينا في الولايات المتحدة.

## أعمال

### أفلام
- (2002) الفيلم[5]
- (2010) جاك آس ثلاثي الأبعاد[6][7][8]
- (2010) مكان ما[9]

## وصلات خارجية
- كريس البنطي على موقع IMDb (الإنجليزية)
- كريس البنطي على موقع ألو سيني (الفرنسية)
- كريس البنطي على موقع ميوزك برينز (الإنجليزية)
- كريس البنطي على موقع أول موفي (الإنجليزية)
- كريس البنطي على موقع قاعدة بيانات الأفلام السويدية (السويدية)
- كريس البنطي على موقع إن إن دي بي (الإنجليزية)
- كريس البنطي على موقع ديسكوغز (الإنجليزية)
- كريس البنطي على موقع قاعدة بيانات الفيلم (الإنجليزية)
- كريس البنطي على موقع كينوبويسك (الروسية)